# أحمد ناصر إبراهيم الفضالة
أحمد ناصر إبراهيم الفضالة أمين عام مجلس الشورى القطري المنتخب عبر انتخابات مجلس الشورى القطري 2021. عٌين في 10 أكتوبر 2021 بقرار من أمير قطر تميم بن حمد آل ثاني ليكون أميناً عاماً لمجلس الشورى.